# نيفين خشاب
نيفين خشاب هي كيميائية لبنانية سعودية وأستاذة مساعدة للعلوم والهندسة الكيميائية في جامعة الملك عبد الله للعلوم والتقنية في المملكة العربية السعودية منذ عام 2009، وهي واحدة من الفائزات بجائزة لوريال-اليونسكو للمرأة في العلوم سنة 2017 لاسهاماتها في اختراع مواد مهجنة ذكية مبتكرة تهدف إلى توزيع الدواء، وتطوير تكنولوجيا جديدة لملاحظة النشاط المضاد للأكسدة بين الخلايا.

## العائلة والنشأة
والدها لبناني، ووالدتها سعودية. ولدت وترعرعت في العاصمة بيروت، وتحديداً في المصيطبة.

## التعليم والعمل
درست في كلية البنات في المقاصد، ومن ثم التحقت بالجامعة الأميركية في بيروت. تخصصّت في علم الكيمياء، وفي عام 2002 سافرت إلى الولايات المتحدة لتتابع دراساتها العليا.
عملت حوالي 9 سنوات في الولايات المتحدة، وبعد افتتاح جامعة الملك عبد الله للعلوم والتكنولوجيا في المملكة العربية السعودية عام 2009 انضمت إلى الهيئة التعليمية هناك، ساهمت في إنشاء برنامج الكيمياء. ساعدتها أصولها السعودية من جهة الأم على سهولة الاندماج في منظومة الجامعة السعودية للتعليم ضمن فريق تخصص العلوم والتكنولوجيا والأبحاث العلمية في جامعة الملك عبد الله للعلوم والتكنولوجيا.

## الجنسية السعودية
في 4 يوليو 2024م مُنحت الجنسية السعودية إثر صدور الموافقة الملكية، ومُنحت الجنسية هي ونخبة من المُبتكرين والعلماء المُهتمين بأبحاث صحة الإنسان.

## دعم تعليم الفتاة في الشرق الأوسط وشمال أفريقيا
قالت نيفين خشاب أنها ستبدأ عملها وتطوّر أبحاثها، وستعمل على تشجيع ودعم تعليم الفتيات وولوجهن أكثر لمجال العلوم وتطوير المنهج التعليمي ليكون مشجعاً على التعلّم والتخصص في الدراسات العليا والحصول على الدكتوراه في مجال العلوم للنساء العربيات ولنساء منطقة الشرق الأوسط وشمال أفريقيا جنوب حوض المتوسط كهدف علمي تعليمي اجتماعي انساني تنويري.

## الجوائز
حصلت على جائزة نوابغ العرب في العلوم الطبيعية عام 2023م.

## وصلات خارجية
- Khashab Lab website